# Андрющенко, Владислав Митрофанович
Владисла́в Митрофа́нович Андрющенко (20 февраля 1934, Острогожск, Центрально-Чернозёмная область — 18 июля 2017, Москва) — советский и российский лингвист, доктор филологических наук. Основные сферы деятельности: компьютерная лексикография, создание Машинного фонда русского языка.

## Биография
В 1957 году окончил МГПИИЯ им. Мориса Тореза, в 1962 — аспирантуру на кафедре истории немецкого языка в этом же институте.
С 1962 по 1968 год преподавал немецкий язык на гуманитарных факультетах Московского университета и готский, древневерхненемецкий и средневерхненемецкий языки на филологическом факультете МГУ.
В 1964 году защитил диссертацию на соискание ученой степени кандидата филологических наук по теме «Синтаксис Томаса Мюнцера» и в том же году возглавил созданную при его участии Лабораторию вычислительной лингвистики МГУ, где с помощью доступных в то время средств (перфокарт, сортировальных машин и табуляторов) начались работы по лингвостатистике. В. М. Андрющенко оставался бессменным заведующим Лабораторией до 1985 года.
В 1982 году вышел сборник докладов Совместного советско-французского семинара «Актуальные вопросы практической реализации автоматического перевода», ответственным редактором которого был В. М. Андрющенко. В нескольких опубликованных докладах оказались ссылки на работы И. Мельчука и В. Московича, известных лингвистов, к тому времени эмигрировавших из Советского Союза, и имена которых были под запретом. После этого последовали вызовы в самые высокие инстанции МГУ, где В. М. Андрющенко объяснил присутствие этих ссылок тем, что он дал слово авторам докладов оставить их статьи в неизменном виде. Ему предложили покинуть Московский университет.
В 1985 году В. М. Андрющенко перешёл в Институт русского языка, в Отдел Машинного фонда русского языка, который затем возглавлял с 1992 по 1998 год. В ноябре 1986 года защитил докторскую диссертацию по теме «Концепция и архитектура Машинного фонда русского языка».

## Научная деятельность
Основные достижения В. М. Андрющенко связаны с реализацией проектов в области компьютерной лингвистики.
Ещё в начале 1980-х годов в Лаборатории под руководством В. М. Андрющенко вручную был перенесён на машинный носитель «Грамматический словарь русского языка» А. А. Зализняка, который впоследствии стал морфологической основой отечественных поисковых систем и систем автоматической обработки текста.
После перехода в Институт русского языка Академии наук В. М. Андрющенко посвятил все свои силы созданию Машинного фонда русского языка (автор идеи академик А. П. Ершов). В рамках создания Машинного фонда русского языка под руководством В. М. Андрющенко было переведено в электронную форму множество различных источников: художественных текстов, газет, словарей — и разработаны программные средства доступа к ним; так стал возникать прообраз того типа хранения информации, которую мы сейчас видим в Интернете.
В 2001—2008 годах принимал участие в работах по созданию словаря языка Ф. М. Достоевского и словаря языка русской газеты.

### Основные работы
- Базисные модели простого и сложного предложений (опыт дескриптивного синтаксиса произведений Томаса Мюнцера) // Вопросы германской и романской филологии. Уч. записки 1-го МГПИИЯ. М., 1963.
- Автоматизированные лексикографические системы // Теоретические и прикладные аспекты вычислительной лингвистики. М.: Изд-во МГУ, 1981.
- Концепция и архитектура Машинного фонда русского языка. М.: Наука, 1989.
- Статистический словарь языка Ф. М. Достоевского. М.: Языки славянских культур, 2003 (совместно с А. Я. Шайкевичем и Н. А. Ребецкой).
- Статистический словарь языка русской газеты (1990-е годы). Т. 1. — М.: Языки славянских культур, 2008 (совместно с А. Я. Шайкевичем и Н. А. Ребецкой).
- Дистрибутивно-статистический анализ языка русской прозы 1850-х—1870-х г.г. Т. 1. М.: Языки славянских культур, 2013 (совместно с А. Я. Шайкевичем и Н. А. Ребецкой).